# Cultura dels castres

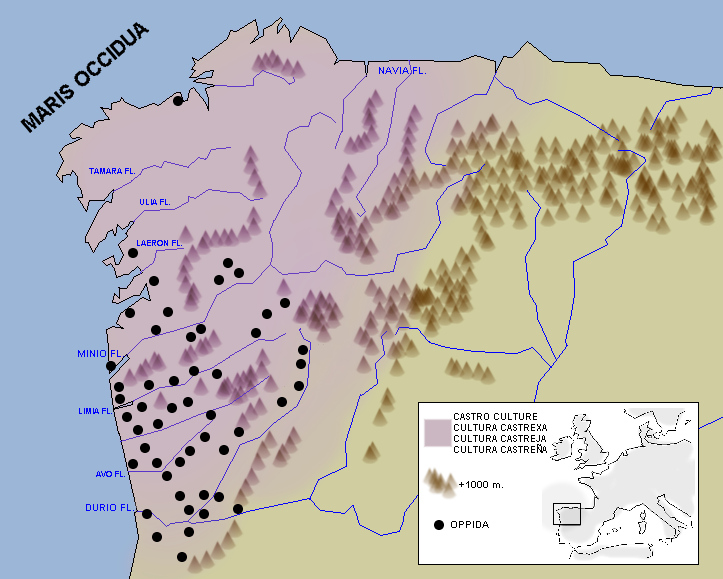
Zona de la cultura dels castres

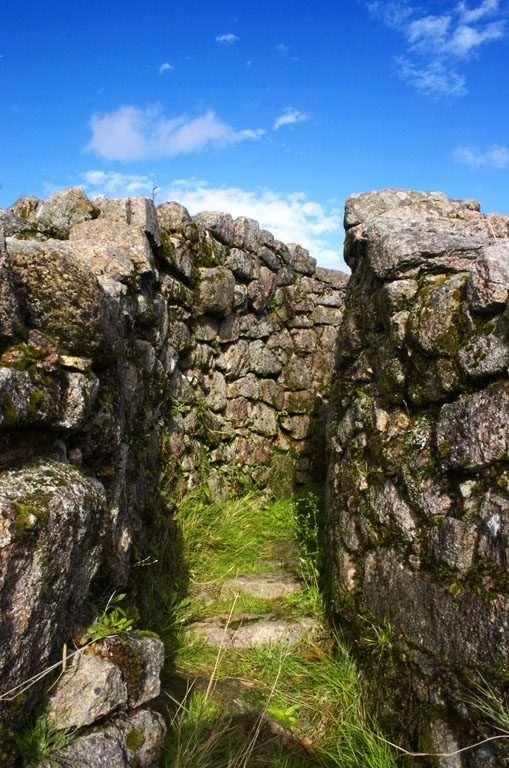
Castre de Troña, a Ponteareas, província de Pontevedra

La cultura dels castres fou una cultura protohistòrica que es desenvolupà en el nord-oest de la península Ibèrica a l'edat del ferro i perdurà durant l'Imperi Romà.
La majoria d'autors daten el seu inici al segle vi aC, si bé d'altres la fan iniciar a l'acabament de l'edat del bronze (segle IX o VIII aC). Pel seu final, també se sol donar el segle vi dC; però, per a altres autors, els canvis que es produeixen a final del segle i suposen el final d'aquesta cultura.
Les principals fonts escrites es troben en les obres d'Aviè, Estrabó i Plini el Vell. Els principals jaciments són els de Penarrubia, Borneiro, Neixón, Mouguías (el més recent, del 570), Santa Trega, Troña, Baroña i San Cibrao de Las. El nombre de castres és difícil d'estimar, i diferents autors donen xifres entre els 1.300 i els 5.000; una xifra aproximada amb força consens se situaria al voltant dels 2.000 o 2.500.

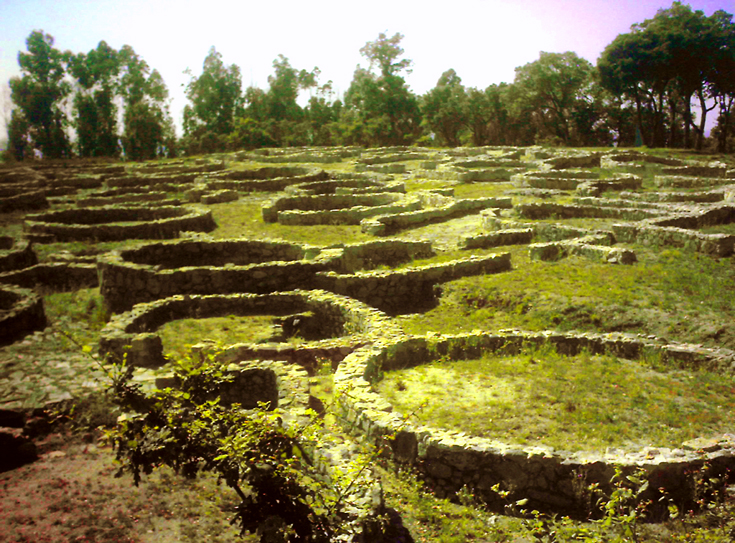
Castre a Terroso da Póvoa (Portugal)

Se'ls considera una mostra de la civilització del ferro hallstàtica, que arribà a Galícia amb els celtes, que s'assenten a Galícia cap al 650 aC a través de la vall del Sil. Els castres (el mot prové del llatí castra, 'campament') eren recintes fortificats de forma oval o circular, amb un o més murs concèntrics, amb fossada i situats dalt d'un turó. Tenien un tarannà defensiu, però eren estables, de caràcter domèstic i funerari. Suposaren les primeres mostres d'urbanització a Galícia.
Alguns d'aquests tenien barris i serveis col·lectius (Briteiros, Sanfins, etc.). Segons Abel Bouhier, m'hi havia un total de 2.000-2.500, i molt concentrats a Deza, Tabeirós, A Ulloa i A Mariña. També tenien agras, terres de cereals dividides en parcel·les obertes. També poden destacar-hi les citanías, ciutats amb cases de pedra de planta circular (com la del Monte de Santa Trega, a A Guarda). La població era força bel·licosa, agrupada en famílies cadascuna amb un camp de conreu i territori de pastura, i que adorava nombrosos déus, entre els quals destacaven el guerrer Mars-cosus i els lares vialis com Bandua, Nabia, etc.

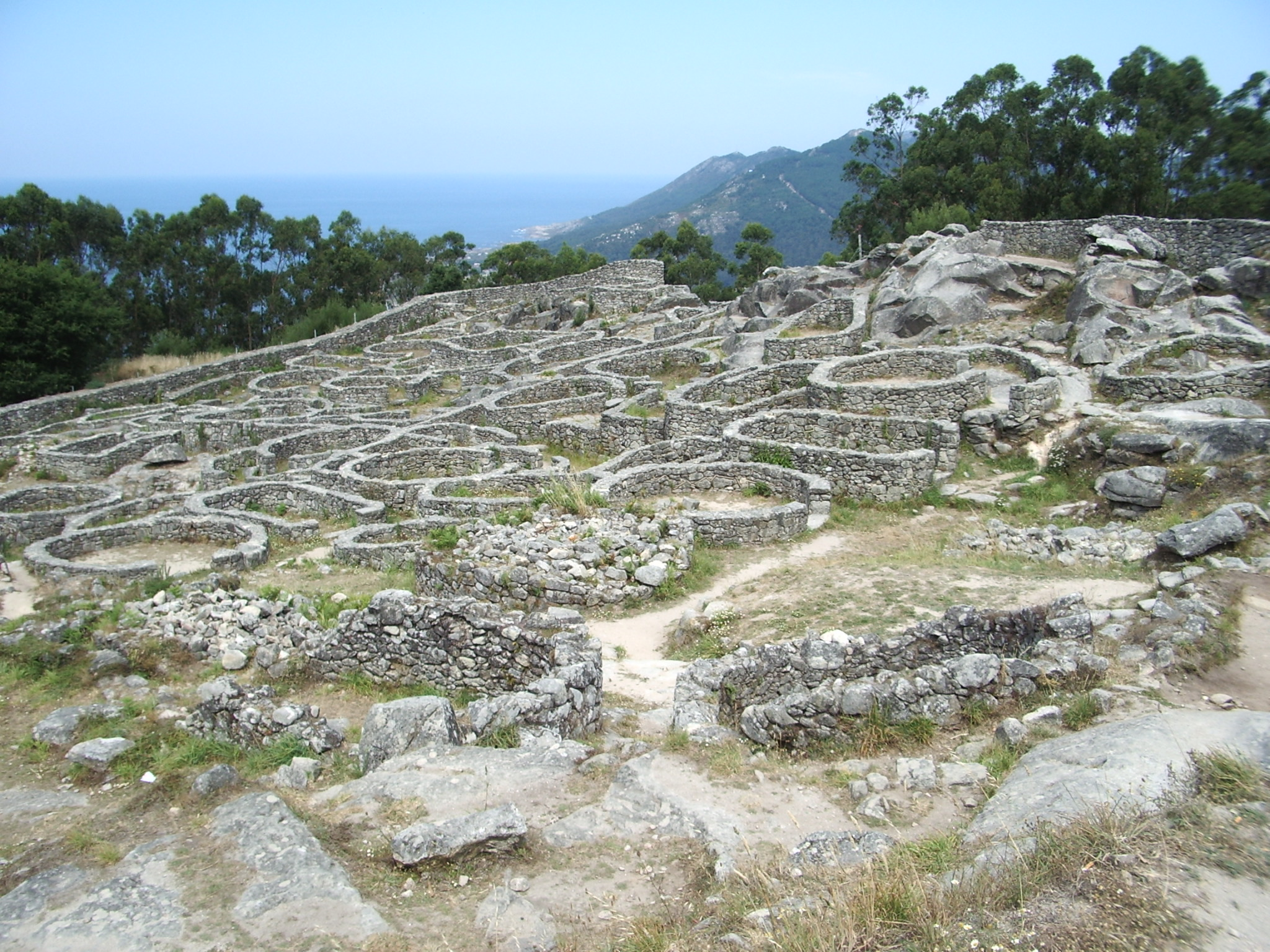
El castre de Santa Trega, el més emblemàtic i visitat de Galícia

La base era agrícola i ramadera, la cacera i el marisqueig: mill, blat, faves i pèsols conreats amb falç i aixada, i tenien molins. Explotaven també l'estany, el ferro, el plom i l'antimoni. S'hi ha trobat arracades, diademes, braçalets i torques.
L'organització social era gentilícia. El poble, anomenat callaeci o celtici, es dividia en nombrosos populis, subdividits en castella (que vivien en castres), i els principals d'aquests eren els rerios (a Bergantiños), caporos (a Compostel·la), grovios (a O Rosal), supertamaricos (als marges del Tambre), lemanos (a Monforte de Lemos), limicos (a A Limia), artabros (a Betanzos) i albiones (al nord de Lugo).